# Aschach an der Donau
Aschach an der Donau é um município da Áustria localizado no distrito de Eferding, no estado de Alta Áustria.